# Sabrina Siani
Sabrina Siani, pseudonimo di Sabrina Seggiani (Roma, 13 agosto 1963), è un'attrice ed ex modella italiana.

## Biografia
Debutta come modella e fotomodella già da adolescente. Viene notata dal regista Marino Girolami (padre di Enzo G. Castellari) che la fa esordire a 16 anni, nel 1979. I suoi anni d'oro vanno dal 1980 al 1982, grazie a commedie sexy recitate al fianco di attori specializzati nel settore come Renzo Montagnani e Alvaro Vitali, e grazie anche alle molte apparizioni svestite su riviste patinate.
Nel proseguimento ha lavorato con registi come: Umberto Lenzi, Joe D'Amato, Lucio Fulci, Michele Massimo Tarantini, Dino Risi e con attori come Coluche, Ugo Tognazzi, Michel Serrault e Carole Bouquet. 
Si ritira dalle scene all'età di 25 anni.

## Filmografia

### Cinema
- I contrabbandieri di Santa Lucia, regia di Alfonso Brescia (1979)
- Dove vai se il vizietto non ce l'hai?, regia di Marino Girolami (1979)
- Napoli... la camorra sfida, la città risponde, regia di Alfonso Brescia (1979)
- La dea cannibale, regia di Jesús Franco (1980)
- La liceale al mare con l'amica di papà, regia di Marino Girolami (1980)
- L'esercito più pazzo del mondo, regia di Marino Girolami (1981)
- Pierino medico della S.A.U.B., regia di Giuliano Carnimeo (1981)
- La dottoressa preferisce i marinai, regia di Michele Massimo Tarantini (1981)
- Due gocce d'acqua salata, regia di Luigi Russo (1982)
- Incontro nell'ultimo paradiso, regia di Umberto Lenzi (1982)
- Gunan il guerriero, regia di Franco Prosperi (1982)
- Ator l'invincibile, regia di Joe D'Amato (1982)
- Sangraal, la spada di fuoco, regia di Michele Massimo Tarantini (1982)
- Anno 2020 - I gladiatori del futuro, regia di Joe D'Amato (1983)
- Conquest, regia di Lucio Fulci (1983)
- Il trono di fuoco, regia di Franco Prosperi (1983)
- Dagobert, regia di Dino Risi (1984)
- Uccelli d'Italia, regia di Ciro Ippolito (1985)
- Palla al centro, regia di Federico Moccia (1987)
- The Black Cobra, regia di Stelvio Massi (1987)
- Aenigma, regia di Lucio Fulci (1987)
- Missione finale, regia di Ferdinando Baldi (1988)

### Televisione
- Disperatamente Giulia, regia di Enrico Maria Salerno – miniserie TV, 6 episodi (1989)
- Classe di ferro – serie TV, episodi 1x12-2x01 (1989)